# Вінсент, принц Данії
Принц Вінсент Данський, граф Монпеза (повне ім'я: Вінсент Фредерік Мінік Александр, дан. Vincent Frederik Minik Alexander; нар. 8 січня 2011, Копенгаген, Данія) — член королівської родини Данії, син короля Фредеріка X та королеви Мері, брат-близнюк принцеси Йозефіни.

## Життєпис
Принц Вінсент народився в Rigshospitalet, лікарні Копенгагенського університету, в Копенгагені 8 січня 2011 року о 10:30 ранку. За 26 хвилин, о 10:56, там же народилася його сестра-близнючка — принцеса Йозефіна. При народженні мав масу 2674 г та довжину 47 см. Батьками близнюків є король Фредерік X та королева Мері (на момент народження дітей — кронпринц та кронпринцеса). Коментуючи народження близнюків для преси, кронпринц пожартував, що новонародженого сина назвуть Елвісом, оскільки в той же день, 8 січня, народився співак Елвіс Преслі. Опівдні 8 січня на морській базі Гольмен у Копенгагені та в замку Кронборг у Північній Зеландії пролунав салют із 21 гарматного пострілу. Хрещення близнюків відбулося 14 квітня 2011 року в церкві Гольмен у Копенгагені. Повне ім'я, дане принцові: Вінсент Фредерік Мінік Александр. Третє ім'я, Мінік, має гренландське походження й означає «вушна сірка». Хрещеними батьками принца стали: Джон Стюарт Дональдсон, дядько за материнською лінією; Густав цу Зайн-Віттгенштайн-Берлебург, двоюрідний брат батька принца; Керолайн Гірінг, фрейліна матері принца; принц Астурійський Феліпе; граф Мікаель Аглефельдт-Лаурвіг-Білле; баронеса Гелле Реедтз-Тотт.

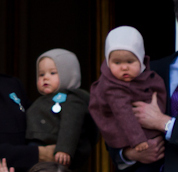
Вінсент та Йозефіна у січні 2012 року
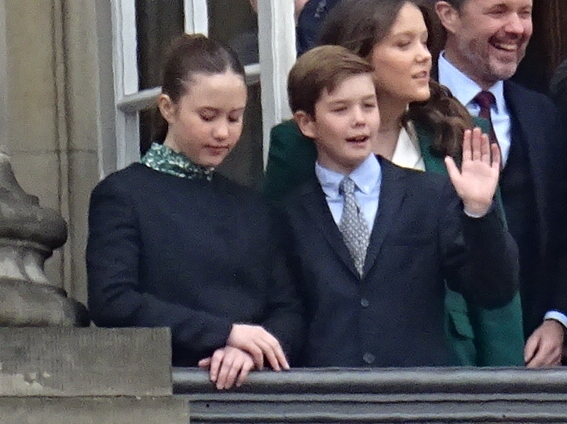
Вінсент та Йозефіна в палаці Амалієнборг у квітні 2023 року
Монограма принца Вінсента

15 серпня 2017 року близнюки Вінсент та Йозефіна розпочали навчання в школі Tranegårdsskolen в Гентофте. Як розповіли їхні батьки, вони навчалися в окремих класах.
6 січня 2020 року Вінсент, його брат Крістіан і сестри Іабелла та Йозефіна розпочали 12-тижневе навчання в школі Lemania-Verbier у Швейцарії. Однак навчання було перерване через пандемію Covid-19.
З нагоди свого сходження на престол 14 січня 2024 року король Фредерік X нагородив Вінсента, його сестер Йозефіну та Ізабеллу найвищою національною нагородою Данії — Орденом Слона.
Улітку 2024 року Вінсент, Йозефіна та їхні батьки здійснили офіційний візит до Гренландії.

## Титули
Форма звертання до принца Вінсента — Його Королівська Високість. Має титул графа Монпеза.